# UNESCO-Madanjeet-Singh-Toleranzpreis
Der UNESCO-Madanjeet Singh Prize for the Promotion of Tolerance and Non-Violence (dt. „UNESCO-Madanjeet-Singh-Preis zur Förderung von Toleranz und Gewaltlosigkeit“, UNESCO-Madanjeet-Singh-Toleranzpreis; Eigenschreibung: UNESCO-Madanjeet Singh-Toleranzpreis) wurde 1996 zum ersten Mal verliehen. Er ist mit 40.000 Dollar dotiert und wird alle zwei Jahre zum internationalen Tag der Toleranz jeweils am 16. November vergeben. Die Auszeichnung wurde im Jahr 1995 anlässlich des internationalen Jahres der Toleranz und des 125. Geburtstags von Mahatma Gandhi ins Leben gerufen. Sie wird an Institutionen oder Persönlichkeiten verliehen, die sich im Sinne der UNESCO-Verfassung in herausragender Weise für gegenseitige Verständigung und Gewaltlosigkeit eingesetzt haben. Benannt wurde der Preis nach seinem indischen Stifter, Madanjeet Singh, Künstler, Diplomat und Sonderberater des UNESCO-Generaldirektors.

## Preisträger
- 1996 Pro-femmes Twese Hamwe, Zusammenschluss von 32 Nichtregierungsorganisationen von Frauen in Ruanda
- 1998 Joint Action Committee for Peoples Rights, Pakistan
- 1998 Narayan Desai, indischer Friedensaktivist
- 2000 Schenuda III., Papst der koptischen Kirche
- 2002 Aung San Suu Kyi, Politikerin und Aktivistin aus Myanmar
- 2004 Taslima Nasrin, bangladeschische Ärztin und Schriftstellerin
- 2006 Veerasingham Anandasangaree, Präsident der Tamil United Liberation Front
- 2009 François Houtart, belgischer Soziologe[2]
- 2009 Abdul Sattar Edhi, pakistanischer Philanthrop[2]
- 2011 Anarkali Honaryar, afghanische Frauenrechtlerin[3]
- 2011 Khaled Abu Awwad, für sein Engagement im israelisch-palästinensischen Konflikt[3][4]
- 2014 Ibrahim Ag Idbaltanat (Mali) und Francisco Javier Estévez Valencia (Chile)[5]